# 480-km-Rennen von Mexiko 1989

Streckenlayout des Autódromo Hermanos Rodríguez 1989

Das 480-km-Rennen von Mexiko 1989, auch Trofeo Hermanos Rodriguez, Ciudad de Mexico, Autodromo Hermanos Rodriguez, Mexico, fand am 29. August auf dem Autódromo Hermanos Rodríguez statt und war der achte und letzte Wertungslauf der Sportwagen-Weltmeisterschaft dieses Jahres.

## Das Rennen
Beim letzten Wertungslauf des Jahres fiel die Entscheidung in der Fahrerwertung der Weltmeisterschaft. Der Sauber-Pilot Mauro Baldi kam als Führender der Gesamtwertung nach Mexiko und verlor unverschuldet die Möglichkeit Fahrerweltmeister zu werden. Sein Teamkollege Kenny Acheson verunfallte im Sauber C9 in Führung liegend in der 46. Runde, wodurch Baldi ohne Punkte blieb. Den Titel sicherte sich Jean-Louis Schlesser, der im zweiten C9 gemeinsam mit Jochen Mass das Rennen gewann. Baldi holte den Gesamtsieg ein Jahr später nach, als er gemeinsam mit Schlesser Fahrer-Weltmeister wurde.

## Ergebnisse

### Schlussklassement
| 1               | C1  | 62  | Team Sauber Mercedes         | Jean-Louis Schlesser Jochen Mass    | Sauber-Mercedes C9/88 | 109 |
| 2               | C1  | 5   | Repsol Brun Motorsport       | Harald Huysman Oscar Larrauri       | Porsche 962C          | 109 |
| 3               | C1  | 8   | Joest Racing                 | Frank Jelinski Henri Pescarolo      | Porsche 962C          | 109 |
| 4               | C1  | 14  | Richard Lloyd Racing         | Derek Bell Tiff Needell             | Porsche 962C GTi      | 108 |
| 5               | C1  | 2   | Silk Cut Jaguar              | Alain Ferté Andy Wallace            | Jaguar XJR-9          | 108 |
| 6               | C1  | 1   | Silk Cut Jaguar              | Jan Lammers Patrick Tambay          | Jaguar XJR-9          | 108 |
| 7               | C1  | 6   | Repsol Brun Motorsport       | Walter Brun Jesús Pareja            | Porsche 962C          | 107 |
| 8               | C1  | 18  | Aston Martin                 | David Leslie Brian Redman           | Aston Martin AMR1     | 107 |
| 9               | C1  | 10  | Porsche Kremer               | Manuel Reuter Franz Konrad          | Porsche 962CK6        | 106 |
| 10              | C1  | 22  | Spice Engineering            | Thorkild Thyrring Eliseo Salazar    | Spice SE89C           | 106 |
| 11              | C1  | 20  | Team Davey                   | Tim Lee-Davey Alfonso Toledano      | Porsche 962C          | 106 |
| 12              | C1  | 23  | Nissan Motorsports           | Julian Bailey Mark Blundell         | Nissan R89C           | 106 |
| 13              | GTP | 201 | Mazdaspeed                   | Pierre Dieudonné Dave Kennedy       | Mazda 767B            | 105 |
| 14              | C2  | 101 | Chamberlain Engineering      | Fermín Vélez Nick Adams             | Spice SE89C           | 105 |
| 15              | C1  | 34  | Porsche Alméras Montepellier | Jacques Alméras Jean-Marie Alméras  | Porsche 962C          | 103 |
| 16              | C2  | 171 | Team Mako                    | Andres Contreras Giovanni Aloi      | Spice SE88C           | 103 |
| 17              | C2  | 151 | Lombardi Essex Racing        | Carlos Guerrero Aurelio Lopez       | Spice SE86C           | 103 |
| 18              | C2  | 106 | Porto Kaleo Team             | Pasquale Barberio Ranieri Randaccio | Tiga GC288/9          | 103 |
| 19              | C2  | 111 | PC Automotive                | Richard Piper Olindo Iacobelli      | ADA 02B               | 102 |
| 20              | C2  | 103 | France Prototeam             | Bernard Thuner Jean Messaoudi       | Spice SE88C           | 102 |
| 21              | C2  | 108 | RBR GP Motorsport            | Philippe de Henning Chris Hodgetts  | Spice SE87C           | 100 |
| 22              | C2  | 107 | Tiga Race Team               | Jari Nurminen Oscar Hidalgo         | Tiga GC289            | 100 |
| 23              | C2  | 102 | Chamberlain Engineering      | Tomas Lopez Quirin Bovy             | Spice SE86C           | 96  |
| Disqualifiziert |     |     |                              |                                     |                       |     |
| 24              | C1  | 7   | Joest Racing                 | Bob Wollek Frank Jelinski           | Porsche 962C          | 66  |
| Ausgefallen     |     |     |                              |                                     |                       |     |
| 25              | C1  | 37  | Toyota Team Tom’s            | Johnny Dumfries John Watson         | Toyota 89C-V          | 66  |
| 26              | C1  | 13  | Courage Compétition          | Pascal Fabre Oscar Manautou         | Cougar C22S           | 64  |
| 27              | C2  | 178 | Didier Bonnet                | Patrick Oudet Gérard Cuynet         | Tiga GC289            | 61  |
| 28              | C1  | 61  | Team Sauber Mercedes         | Mauro Baldi Kenny Acheson           | Sauber-Mercedes C9/88 | 46  |
| 29              | C1  | 21  | Spice Engineering            | Bernard Jourdain Ray Bellm          | Spice SE89C           | 39  |
| 30              | C1  | 29  | Mussato Action Car           | Enrique Contreras Bruno Giacomelli  | Lancia LC2/89         | 9   |
| 31              | C1  | 72  | Obermaier Primagaz           | Jürgen Lässig Pierre Yver           | Porsche 962C          | 5   |
| Nicht gestartet |     |     |                              |                                     |                       |     |
| 32              | C1  | 16  | Repsol Brun Motorsport       | Roland Ratzenberger Massimo Sigala  | Porsche 962C          | 1   |
| 33              | C1  | 17  | Dauer Racing                 | Jochen Dauer Juan Carlos Bolanos    | Porsche 962C          | 2   |
| 34              | C1  | 40  | Swiss Team Salamin           | Antoine Salamin Giovanni Lavaggi    | Porsche 962C          | 3   |
| 35              | C2  | 177 | Louis Descartes              | Alain Serpaggi Marc Fontan          | ALD C289              | 4   |
| 36              | C1  | 37T | Toyota Team Tom’s            | Johnny Dumfries John Watson         | Toyota 89C-V          | 5   |
| 37              | C1  | 62T | Team Sauber Mercedes         | Jean-Louis Schlesser Mauro Baldi    | Sauber-Mercedes C9/88 | 6   |

1 Unfall im Training
2 Unfall im Training
3 Unfall im Training
4 Unfall im Training
5 Trainingswagen
6 Ersatzwagen

### Nur in der Meldeliste
Zu diesem Rennen sind keine weiteren Meldungen bekannt.

### Klassensieger
| Klasse | Fahrer               | Fahrer           | Fahrzeug              | Platzierung im Gesamtklassement |
| ------ | -------------------- | ---------------- | --------------------- | ------------------------------- |
| C1     | Jean-Louis Schlesser | Jochen Mass      | Sauber-Mercedes C9/88 | Gesamtsieg                      |
| C2     | Andres Contreras     | Giovanni Aloi    | Spice SE88C           | Rang 16                         |
| GTP    | Dave Kennedy         | Pierre Dieudonné | Mazda 767B            | Rang 13                         |

### Renndaten
- Gemeldet: 37
- Gestartet: 31
- Gewertet: 23
- Rennklassen: 3
- Zuschauer: 80.000
- Wetter am Renntag: heiß und trocken
- Streckenlänge: 4,421 km
- Fahrzeit des Siegerteams: 2:51:17,986 Stunden
- Gesamtrunden des Siegerteams: 109
- Gesamtdistanz des Siegerteams: 481,889 km
- Siegerschnitt: 168,788 km/h
- Pole Position: Mauro Baldi – Sauber-Mercedes C9/88 (#61) – 1:22,571 = 192,570 km/h
- Schnellste Rennrunde: Jean-Louis Schlesser – Sauber-Mercedes C9/88 (#62) – 1:25,120 = 186,978 km/h
- Rennserie: 8. Lauf zur Sportwagen-Weltmeisterschaft 1989